# Arthur Bernède

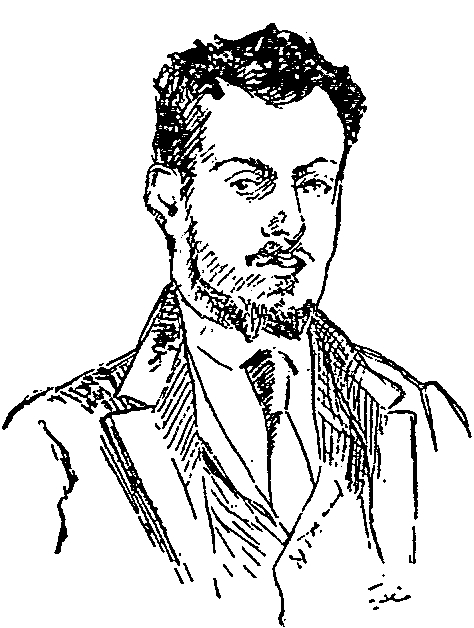
Porträt Arthur Bernèdes von Frédéric-Auguste Cazals

Arthur Bernède (* 5. Januar 1871 in Redon (Ille-et-Vilaine); † 20. März 1937) war ein französischer Schriftsteller, Dramatiker, Librettist und Journalist, der sich vor allem durch seine über 200 Kriminal-, Abenteuer- und Geschichtsromane einen Namen gemacht hat. Zu den bekanntesten von ihm geschaffenen Figuren gehören Belphégor, Judex und Mandrin, aber auch real existierende Persönlichkeiten wie Vidocq fanden Verewigung in seinen Werken. Sein größter Erfolg war die Geschichte des Belphégor, die mehrfach verfilmt wurde, zuletzt 2001 unter dem Titel „Belphégor, le fantôme du Louvre“.

## Werke (Auswahl)

### Librettos
- 1893: Phryné, Oper von Camille Saint-Saëns
- 1895: Ninon de Lenclos, Oper von Edmonde Missa
- 1897: Marie Fouré, Oper von André Fijan
- 1897: Sapho, Oper von Jules Massenet mit Emma Calvé in der Hauptrolle
- 1900: Les petites vestales, komische Oper von Justin Clérice
- 1907: La légende du Point d’Argentan
- 1908: La Glaneuse
- 1912: Vercingétorix, Oper von Félix Fourdrain
- 1913: Madame Roland, Oper von Félix Fourdrain
- 1914: Les Contes de Perrault

### Theaterstücke
- 1891: Le Lycéen
- 1892: Le Bijou de Stéphana
- 1900: La Duchesse de Berry
- 1901: Les Idées de Monsieur Coton
- 1905: Les Tonsurés
- 1906: Sous l’Épaulette
- 1906: Aux Bat’d’Af (Kollaboration mit Aristide Bruant)
- 1909: La Loupiote
- 1912: Cœur de Française
- 1921: Un jeune officier pauvre (Trilogie)

### Romane
- 1892: Mésange
- 1902: La Favorite
- 1906: L’Amant de la Duchesse
- 1910: Les Amours d’un petit soldat
- 1912: Cœur de Française
- 1917: Judex
- 1923: L’enfant du Palais
- 1927: Belphégor
- 1932: Vampiria
- 1934: L’Espionne d’Hitler
- 1937: Le Crime d’un magistrat

## Verfilmungen

### Drehbuch
- 1906: Fleur de Paris
- 1906: Fille-Mère
- 1916: Judex
- 1916: Chantecoq – L’espionne de Guillaume
- 1921: L’Aiglonne
- 1923: Vidocq
- 1923: Mandrin
- 1925: Surcouf
- 1925: Jean Chouan
- 1928: Das Geld (L’argent)
- 1930: Méphisto

### Literarische Vorlage
- 1962: Mandrin, der tolle Musketier (Mandrin, bandit gentilhomme)
- 1963: Judex
- 2001: Belphégor
- 2012: Das Phantom des Louvre, Kriminalkomödie von André Kannstein frei nach Motiven von A. Bernède, Uraufführung: 13. Januar 2012, Theater Baden-Baden